# Синикст
Синикст (англ. Sinixt, Sin-Aikst, Senjextee, Arrow Lakes Band, The Lakes) — индейский народ в штате Вашингтон в США и в Британской Колумбии в Канаде. Исторически они жили в основном в районе Западный Кутеней в Британской Колумбии, с небольшой частью, простиравшейся к югу на территорию современного штата Вашингтон. В настоящее время они живут в основном в индейской резервации Колвил в Вашингтоне.
В США они признаются племенем, тогда как в Канаде в 1965 году они потеряли статус племени из-за низкой численности, хотя продолжают проживать, в частности, в долине Слокан, и играть роль в сообществе (в Британской Колумбии они проводят праздники и ведут радиопрограмму).
Синикст — внутренние салиши, носители салишских языков, их версия языка близка к языку их соседей колвил и оканаган.

## История

### Традиционная территория
Документы указывают на спорадическое расселение синикст вдоль реки Колумбия, озёр Эрроу, в долине Слокан и частично озера Кутеней. Данные территории также считаются традиционными у оканаганов, секвепемп и ктунаха.
В отличие от охотников-собирателей, синикст классифицируются как сложные собиратели. Они вели полуоседлый образ жизни, строя большие землянки, со значительной ролью рыболовства и собирательства. Они культивировали свою породу собак и охотились на небольшую дичь. С освоением лошадей синикст стали совершать охотничьи вылазки на бизонов на Великие Равнины.
На протяжении XIX века народу синикст удавалось, иногда силой, иногда договорённостями и коммерцией, удерживать за собой свои традиционные территории, но в конце 1880-х в регионе началась лихорадочная разработка полезных ископаемых, что сократило их традиционные ареалы.
Среди колонизаторов в Канаде оказались в 1912 году пользовавшиеся их уважением крестьяне-духоборы из России, которые тем не менее купили у канадских торговцев земли традиционного кладбища синикст (община Бриллиант в районе Гранд-Форкс) и вынужденно освободили его от черепов под культивацию.
Кладбища, играющие для синикст большую роль, а также большие землянки — старинные жилища синикст — были в течение последующих десятилетий залиты в связи со строительством гидроэлектростанций на реке Колумбия.
В настоящее время синикст борются за возвращение своих традиционных земель в Канаде. Несмотря на отсутствие официального статуса, они играют значительную культурно-общественную роль в Британской Колумбии благодаря тому, что хорошо адаптируются к городской жизни.